# Søttrup Frimenighedskirke
Søttrup Frimenighedskirke ligger i Hornum, Ulstrup Sogn i Vesthimmerlands Kommune. Den er den ene af to kirker, der hører til den grundtvigske Vesthimmerlands Frimenighed. Den anden er Løgstør Frimenighedskirke.
Begge menigheder er nedlagt.
Kirken er opført i 1904.